# Curiosa
Curiosa – Die Kunst der Verführung ist ein französisches Liebesdrama aus dem Jahr 2019, das von Lou Jeunet inszeniert wurde.

## Handlung
Im Paris der Belle Époque verliebt sich Marie de Heredia, die Tochter eines Dichters, in den charismatischen und unkonventionellen Poeten Pierre Louÿs. Trotz ihrer tiefen Gefühle wird sie jedoch gezwungen, den gesellschaftlich angesehenen, aber emotional distanzierten Schriftsteller Henri de Régnier zu heiraten.
Pierre, verletzt von der Entscheidung, verlässt Paris und reist nach Algerien. Doch er kehrt bald mit seiner neuen Geliebten Zohra zurück – einer sinnlichen Frau, die die freizügigen Seiten seiner Fantasie beflügelt. Die einstige Liebe zwischen Pierre und Marie entflammt aufs Neue, und sie beginnen eine leidenschaftliche Affäre. Diese äußert sich nicht nur in heimlichen Begegnungen, sondern auch in erotischen Fotografien, die Pierre von Marie anfertigt. Diese Aufnahmen werden zum Symbol ihrer verbotenen Leidenschaft und zum Ausdruck eines selbstbestimmten weiblichen Begehrens. Während Pierre seine künstlerischen und erotischen Obsessionen auslebt, kämpft Marie mit den gesellschaftlichen Erwartungen an eine verheiratete Frau. Die Dreiecksbeziehung zwischen ihr, Pierre und Henri spiegelt die Spannungen zwischen Konvention, Freiheit und Begehren wider.

## Hintergrund
Curiosa basiert auf realen Personen und Ereignissen. Pierre Louÿs war ein berühmter französischer Dichter und Schriftsteller. Der Film zeigt nicht nur die gesellschaftlichen Zwänge und Moralvorstellungen der damaligen Zeit, sondern wirft auch ein Licht auf die Rolle der Frau und ihre Stellung innerhalb von Kunst und Erotik in der Belle Époque.

## Produktion
Die Dreharbeiten fanden hauptsächlich in Paris und Südfrankreich statt. Regie führte Lou Jeunet, die gemeinsam mit Raphaëlle Desplechin auch das Drehbuch verfasste. Die visuelle Gestaltung von Kameramann Simon Roca ist stark von der frühen Aktfotografie des 19. Jahrhunderts inspiriert. Die Filmmusik wurde von Arnaud Rebotini komponiert.

## Veröffentlichung
Curiosa wurde am 3. April 2019 in Frankreich veröffentlicht. Am 27. Februar 2020 erschien der Film in einer ungekürzten Fassung mit der Altersfreigabe „ab 16 Jahren“ in Deutschland.

## Rezeption
„[...] Der Film entfaltet ein elegantes Spiel mit männlichen Blicken, weiblichen Perspektiven und sexuellen Ambivalenzen, ohne dabei allerdings in die Tiefe zu gehen, sodass er vor allem als gediegenes Liebesdrama um ein ungleiches Dreiecksverhältnis unterhält.“

Curiosa erhielt gemischte Kritiken. Allociné vergab eine Durchschnittsbewertung von 2,9/5.